# Sân bay Visby
Sân bay Visby (IATA: VBY, ICAO: ESSV), là một sân bay nằm cách Visby 5 km về phía bắc, Gotland, Thụy Điển.
Sân bay Visby là sân bay thương mại duy nhất của Gotland, là sân bay lớn thứ 12 của Thụy Điển. Năm 2005, sân bay này đã phục vụ 276.000 lượt khách.

## Các hãng hàng không và các tuyến điểm
Vào thời điểm tháng 1 năm 2008:
- Direktflyg (Linköping)
- Gotlandsflyg
  - Do hãng Skyways Express cung ứng (Stockholm-Bromma, Stockholm-Skavsta)
  - Do hãng Golden Air cung ứng (Ängelholm-Helsingborg [theo mùa])
- City Airline (Gothenburg [theo mùa], Norrköping [theo mùa])
- Skyways Express (Stockholm-Arlanda)
- Widerøe (Oslo [theo mùa])